# 장차공
장차공(張次公, ? ~?)은 전한 중기의 군인으로, 하동군 사람이다. 아버지 장륭(張隆)은 활쏘기를 잘하여 경제의 총애를 받았다.

## 행적
젊어서 의종과 함께 도적질을 했었다.
원삭 원년(기원전 128년) 가을, 거기장군 위청은 기병 3만여 명을 이끌고 흉노를 쳐 수천 명의 수급을 얻었다. 흉노는 이듬해에 침공하여 요서태수를 죽이고 어양에서 노략질을 일삼았으나 한안국에게 패배하였고, 뒤이어 무제가 보낸 이식과 위청에게 격퇴되었다. 이때 교위 신분으로 종군한 장차공은 공로를 인정받아 안두후(岸頭侯)에 봉해졌다.
원삭 5년(기원전 124년) 봄, 무제는 위청에게 다시 출격을 명하였다. 장차공은 대행 이식과 함께 장군에 임명되어 우북평에서 출진하였다.
원수 원년(기원전 122년), 회남왕 유안으로부터 뇌물을 받고, 또 그의 딸 유릉(劉陵)과 간통한 죄로 작위가 박탈되었다.

## 출전
- 사마천, 《사기》 권111 위장군표기열전
- 반고, 《한서》 권17 경무소선원성공신표·권55 위청곽거병전